# Catepano

Mapa da estrutura administrativa do Império Bizantino em 1025. Os comandos regionais orientais, sob diversos duques ou catepanos, estão delineados. O sul da Itália estava sob a autoridade do catepano da Itália, enquanto a Bulgária, Sérvia e Parístrio estavam frequentemente sob a autoridade de um único catepano

Catepano ou Catapano (em grego: κατεπάνω; romaniz.: Katepánō; "[o] colocado no topo" ou "o mais alto") foi um ofício e título militar sênior do Império Bizantino. A palavra foi latinizada como capetanus/capeton, e seu significado parece ter se fundido com aquele da palavra italiana capitaneus (que deriva da palavra latina caput, que significa cabeça). Este termo hibridizado deu origem ao termo capitão e seus equivalentes em outros línguas (capitan, kapitan, kapitän, el capitan, il capitano, capitão paxá etc.).

## História
A primeira menção ao catepano  apareceu no século IX, quando foi usado no sentido genérico de "o único responsável" por dois oficiais: o chefe dos "homens imperiais" (basilikoi anthrōpoi), uma classe de funcionários de baixo nível da corte, e dos mardaítas, destacamentos marinhos do tema naval de Cibirreota no sul da Ásia Menor. No contexto das grandes conquistas orientais dos anos 960, no entanto, o título adquiriu um significado mais específico.
As zonas de fronteira recém-adquiridas foram divididas em pequenos temas e agrupados para formar grandes comandos regionais, liderados por um duque ou um catepano. Estes foram os ducados/catapanatos[a] de Antioquia (cobrindo a fronteira sul-oriental do norte da Síria), Mesopotâmia (leste em torno do rio Eufrates) e Cáldia (nordeste do império). Durante o reinado do imperador Basílio II Bulgaróctono (r. 976–1025), a fronteira oriental foi expandida, e o Catapanato da Ibéria foi criado em 1022. No Ocidente, o mais famoso catapanato, o do sul da Itália, é atestado no Escorial Taktikon, uma lista de ofícios compilada cerca de 971-975, e após a conclusão bem sucedida das guerras bizantino-búlgaras, um catepano da Bulgária também é atestado. Um Catapanato Sérvio também é identificado, tendo este sido conhecido como catepano de Ráscia.
Com as perdas territoriais catastróficas sofridas durante o século XI, o ofício desapareceu no sentido de comandante militar geral, mas é mantido em um nível mais local: durante os período Comneno e paleólogo, o termo catepanício (katepanikion) nasce, assim, para designar as áreas administrativas de baixo nível, tanto na Ásia Menor (incluindo o Império de Trebizonda) e Europa. Estas foram pequenas subdivisões dos anteriores temas, e consistiam de pouco mais do que uma capital fortificada (o castro) e seu território circundante. No período paleólogo, o catepanício era governado por um céfalo (em grego: κεφαλή; romaniz.: kephalē; "cabeça"), que tinha suprema autoridade civil e militar dentro de seus limites. Como muitas outras instituições bizantinas, o catepanício como uma subdivisão administrativa também foi adotada no Segundo Império Búlgaro.